# Çorum
Çorum es un distrito situado al norte de Turquía y la capital de la provincia de Çorum. Está situada a 244 km de Ankara y a 608 km de Estambul. Cuenta con una población de 202 322 habitantes (2007).